# Applause
"Applause"는 미국의 가수 레이디 가가의 세 번째 정규 앨범 Artpop의 첫 싱글이다. 레이디 가가와 DJ 화이트 쉐도우가 작곡과 프로듀서를 맡았고, 2013년 8월 13일 인터스코프 레코드를 통해 리드 싱글로 발매되었다. 원래 2013년 8월 19일 메인스트림과 리드믹 라디오를 통해 공개할 예정이였지만, 노래의 두 부분이 공개되고 나서 8월 10일 온라인에 유출되면서 발매를 앞당겼다. 2013년 초 가가는 트위터를 통해 가사를 공개했고, 노래에 대한 세부사항은 2013년 발매되기까지 차례로 공개되었다. "Applause" 작곡은 The Born This Way Ball Tour 중에 했는데, 처음에 Artpop 싱글은커녕 수록하지도 않을 노래였다. 그런데 인터스코프 레코드 사장이 이 노래가 제일 좋다하여 리드 싱글이 되었다.
노래는 가가의 첫 앨범 The Fame을 떠올리게 하는 일렉트로팝과 유로댄스가 섞여있다. 음악 평론가들로부터 보컬이 애니 레녹스, 데이비드 보위, 유리스믹스와 비교되고 있는 동안 가가는 팬들의 호평에만 반응했다. 하지만 대체로 평론가들에게 좋은 평가를 받았고, 비슷한 시기 발매된 케이티 페리의 "Roar"와 계속해서 비교되고 있다. 비교를 넘어 뉴스 기사와 음악계에서 상업적 경쟁의 대상이 되고 있다. "Applause"는 빌보드 핫 100 최고 4위까지 오르면서 가가의 12번째 핫 100 10위권 진입 노래가 되었다. 이외에 레바논, 한국, 스페인에서 1위를 했고, 영국, 왈롱, 캐나다, 프랑스, 독일, 이탈리아에서 5위권에 진입했다.
가가는 2013 MTV 비디오 뮤직 어워드에서 처음으로 "Applause" 공연을 했다. 이후 텔레비전 쇼 《굿 모닝 아메리카》에서도 공연을 했다.

## 트랙 리스트
- 디지털 다운로드[5]

1. "Applause" – 3:32

- CD 싱글[6]

1. "Applause" – 3:32
2. "Applause" (Instrumental) – 3:32

## 차트 및 인증
| 차트 (2013)                   | 최고 순위 |
| ----------------------------- | --------- |
| 그리스 디지털 송 (빌보드)     | 1         |
| 이스라엘 (미디어 포레스트)    | 10        |
| 일본 (재팬 핫 100)            | 12        |
| 룩셈부르크 디지털 송 (빌보드) | 3         |
| 레바논 (탑 20)                | 1         |
| 멕시코 (모니터 라티노)        | 5         |
| 한국 국외 싱글 (가온 차트)    | 1         |
| 영국 (오피셜 차트 컴퍼니)     | 5         |
| 미국 (빌보드 핫 100)          | 4         |

| 국가           | 인증 |
| -------------- | ---- |
| 오스트레일리아 | 골드 |

## 발매 일정
| 국가       | 날짜            | 포맷              | 라벨              |
| ---------- | --------------- | ----------------- | ----------------- |
| 미국       | 2013년 8월 13일 | 디지털 다운로드   |                   |
| 캐나다     | 2013년 8월 13일 | 디지털 다운로드   |                   |
| 오스트리아 | 2013년 8월 14일 | 디지털 다운로드   | Universal         |
| 벨기에     | 2013년 8월 14일 | 디지털 다운로드   | Universal         |
| 핀란드     | 2013년 8월 14일 | 디지털 다운로드   | Universal         |
| 프랑스     | 2013년 8월 14일 | 디지털 다운로드   | Universal         |
| 독일       | 2013년 8월 14일 | 디지털 다운로드   | Universal         |
| 아일랜드   | 2013년 8월 14일 | 디지털 다운로드   | Universal         |
| 이탈리아   | 2013년 8월 14일 | 디지털 다운로드   | Universal         |
| 룩셈부르크 | 2013년 8월 14일 | 디지털 다운로드   | Universal         |
| 네덜란드   | 2013년 8월 14일 | 디지털 다운로드   | Universal         |
| 뉴질랜드   | 2013년 8월 14일 | 디지털 다운로드   | Universal         |
| 노르웨이   | 2013년 8월 14일 | 디지털 다운로드   | Universal         |
| 포르투갈   | 2013년 8월 14일 | 디지털 다운로드   | Universal         |
| 싱가포르   | 2013년 8월 14일 | 디지털 다운로드   | Universal         |
| 스페인     | 2013년 8월 14일 | 디지털 다운로드   | Universal         |
| 스웨덴     | 2013년 8월 14일 | 디지털 다운로드   | Universal         |
| 스위스     | 2013년 8월 14일 | 디지털 다운로드   | Universal         |
| 영국       | 2013년 8월 14일 | 디지털 다운로드   | Universal         |
| 미국       | 2013년 8월 21일 | 인터스코프 레코드 |                   |
| 일본       | 2013년 9월 12일 | CD 싱글           | 유니버셜 스튜디오 |
| 영국       | 2013년 9월 17일 | CD 싱글           | 폴리돌 레코드     |